# Karneval Aalst
Karneval Aalst je karneval koji se izvodi tijekom pokladne nedjelje, ponedjeljka i utorka (mesopusta) prije Čiste srijede, u belgijskom gradu Aalstu (Istočna Flandrija). Svake godine, prije korizme, povijesno središte Aalsta postaje pozornicom karnevala koji privlači veliki broj posjetitelja. Star oko 600 godina, karneval u Aalstu se slavi kao jedan od najstarijih europskih uličnih karnevala.
Uzbudljiv i satiričan, karneval uključuje „princa karnevala” koji simbolično primanjem ključeva grada postaje gradonačelnikom, čime se ismijavaju aktulni gradski političari. Slijedi povorka maski, poput mladića odjevenih u žene s korzetima i slomljenim kišobranima, maskiranih „kolica za bebe”, u kojoj sudjeluje i divovska lutka legendarnog konja Karla Velikog, Bayarda. Sudionici povorke na gledatelje bacaju luk oblikovan u bombone.  Naposljetku se na središnjem trgu pleše ples metli kojim se tjeraju (metu) duhovi zime i ritualno se spaljuje karnevalska prikaza, uz pratnju uzvika koji pozivaju da karneval potraje još jednu noć. Pored pažljivo pripremljenih tradicionalnih maskiranih kola i službenih sudionika, neformalne skupine se pridružuju slavlju kako bi ismijavali lokalne i svjetske događaje koji su se dogodili od prošlogodišnjeg karnevala.
Ovaj 600 godina star karneval, koji zna privući i do 100.000 gledatelja, je zajedničko djelo svih društvenih slojeva i simbol je identiteta ne samo grada Aalsta, nego i cijele regije. Naime, obnovom ovog starog karnevala svake godine, nove generacije zajedničkom zabavom i blesavim subverzivnim ozračjem slave jedinstvo grada. Zbog toga je karneval Aalst upisan na UNESCO-ov popis nematerijalne svjetske baštine u Europi 2010. godine, ali ga je 2019. povukao s popira radi rasizma i antisemitizma koji su se pojavljivali na karnevalu.

## Vanjske poveznice
- Binche: from the conquistadores to the ‘Gilles’, Babel International)  Arhivirana inačica izvorne stranice od 27. rujna 2007. (Wayback Machine) (engl.)
- Službene stranice karnevala u Aalstu (nizoz.)